# Хуан Уркісу
Хуа́н Уркісу (ісп. Juan Urkizu, 24 червня 1901, Ондарроа — 22 листопада 1982, Ондарроа) — іспанський футболіст, що грав на позиції захисника. По завершенні ігрової кар'єри — тренер.
Виступав, зокрема, за «Реал Мадрид» та «Атлетік Більбао», а також провів один матч за національну збірну Іспанії.

## Клубна кар'єра
У дорослому футболі дебютував 1921 року виступами за команду клубу «Осасуна», в якій провів шість сезонів.
1927 року недовго пограв за «Еспаньйол», після чого перейшов у «Реал Мадрид». З цією командою він став віцечемпіоном Іспанії та фіналістом національного кубка 1929 року.
Того ж року став гравцем клубу «Атлетік Більбао». У першому сезоні 1929/30 Хуан виграв з командою золотий дубль, але зіграв лише у 5 матчах чемпіонату. Наступного сезону він став основним гравцем команди, зігравши в 17 матчах з 20 в чемпіонаті і знову допоміг виграти золотий дубль. У наступних двох сезонах 1931/32 і 1932/33 він зіграв у 18 матчах, а клуб ставав віцечемпіоном і в обох сезонах вигравав іспанських Кубок. 1933 року команду очолив новий тренер Патрісіо Кайседо і з сезону 1933/34 Уркісу перестав бути основним гравцем, хоча і виграв ще один титул чемпіона Іспанії. Всього відіграв за клуб з Більбао шість сезонів своєї ігрової кар'єри, після чого 1935 року у віці 34 років завершив професійну ігрову кар'єру.

## Виступи за збірну
17 березня 1929 року зіграв свій єдиний матч у складі національної збірної Іспанії з Португалією (1:0).

## Кар'єра тренера
Розпочав тренерську кар'єру, ще продовжуючи грати на полі, 1940 року, очоливши тренерський штаб клубу «Атлетік Більбао». Під керівництвом молодого тренера у команді дебютував Тельмо Сарра, що згодом став однією з легенд клубу і усього іспанського футболу. У перший рік команда поступилась в два очки столичному «Атлетіко» і стала віц-чемпіоном Іспанії. У наступному сезоні 1941/42 клуб зайняв лише сьоме місце в таблиці, але досяг фіналу Кубка Іспанії, де поступився «Барселоні» з рахунком 3:4. У сезоні 1942/43 «Атлетіко» під керівництвом Уркісу виграв золотий дубль. У наступних двох сезонах клуб не боровся за високі місця в чемпіонаті, проте двічі поспіль захищав титул володаря Кубка. Після цього у сезонах 1945/46 та 1946/47 «Атлетік» був третім і другим відповідно, але на початку сезону 1947/48 клуб виграв лише одну з перших семи ігор, Уркісу після семи років і 235 проведених на посаді тренера ігор (185 матчів вищого дивізіону Іспанії та 50 ігор національного Кубка) було звільнено.
Потім Уркісу тренував до кінця сезону клуб другого дивізіону «Баракальдо», після чого повернувся до Прімери, очоливши «Реал Ов'єдо». У сезоні 1948/49 він був п'ятий, проте в сезоні 1949/50 клуб під керівництвом Уркісу виграв лише чотири з 26 ігор і вилетів у Сегунду, після чого Хуан покинув клуб.
Надалі працював з командами нижчих іспанських дивізіонів і в Прімері більше не працював.
Помер 22 листопада 1982 року на 82-му році життя в місті Ондарроа.

## Титули і досягнення

### Як гравця
- Чемпіон Іспанії (3):

«Атлетік Більбао»: 1929–1930, 1930–1931, 1933–1934
- Володар Кубка Іспанії (4):

«Атлетік Більбао»: 1930, 1931, 1932, 1933

### Як тренера
- Чемпіон Іспанії (1):

«Атлетік Більбао»: 1942–1943
- Володар Кубка Іспанії (3):

«Атлетік Більбао»: 1943, 1944, 1944–1945